# Abuso narcisista
Abuso narcisista foi originalmente definido como uma forma específica de abuso emocional de crianças por pais narcisistas – pais que exigem que a criança desista de seus próprios desejos e sentimentos para atender às suas necessidades.
O termo surgiu no final do século XX devido às obras de Alice Miller e outros neo-freudianos, rejeitando a psicanálise como sendo semelhante à pedagogias venenosas.
A cultura da auto-ajuda pressupõe que alguém abusado por pais narcisistas quando criança provavelmente lida com problemas de codependência na idade adulta. Um adulto que está ou esteve em um relacionamento com um narcisista provavelmente têm dificuldades em não saber o que constitui um relacionamento "normal".
Nos últimos anos, o termo foi aplicado de forma mais ampla para se referir a qualquer abuso por um narcisista, inclusive nas relações entre adultos.

## Relações adultas
O abuso narcisista também pode ocorrer em relações entre adultos, onde a pessoa narcisista tende a procurar um parceiro bem-sucedido (independente, educado e atraente) e empático para obter admiração de seus atributos próprios - suprimento narcísico. O narcisista cria uma relação dinâmica de agressor e vítima através de um ciclo de abuso que resulta em ligação traumática o que torna difícil para seu parceiro deixar o relacionamento que é cada vez mais abusivo.
Codependentes podem voluntariamente buscar relacionamentos com narcisistas.
Os relacionamentos dos narcisistas são caracterizados por um período de intenso envolvimento e  idealização de seu parceiro, seguido de  desvalorização, e um descarte rápido do parceiro. No início de um relacionamento com um narcisista, só é mostrado ao parceiro o "eu ideal" do narcisista, que inclui pseudo-empatia, bondade e charme superficial. Uma vez que o parceiro se compromete com o relacionamento (por exemplo, através do casamento ou uma parceria comercial), o verdadeiro eu do narcisista começará a surgir. O abuso narcisista inicial começa com comentários depreciadores até o desprezo, adultério, sabotagem e, às vezes, abuso físico. No núcleo de um narcisista está uma combinação de senso de importãncia e baixa auto-estima. Esses sentimentos de inadequação são  psicológica projetada na vítima. Se a pessoa narcisista se sentir sem atrativo, diminuirá a aparência do parceiro romântico. Se o narcisista comete um erro, este erro se torna falha do parceiro.Os narcisistas também se envolvem em abusos insidiosos, abuso  manipulativo, dando sugestões sutis e comentários que resultam na vítima questionar seu próprio comportamento e pensamentos. Isso é chamado de gaslighting. Qualquer pequena crítica do narcisista, seja real ou percebida, geralmente desencadeia raiva narcisista e uma aniquilação da pessoa narcisista. Isso pode assumir a forma de gritos ou de sabotagem silenciosa (criar armadilhas, esconder pertences, propagar rumores etc.). A fase de descarte pode ser rápida e ocorre uma vez que o suprimento narcisista é obtido em outros lugares. Nos relacionamentos românticos, o suprimento narcisista pode ser adquirido ao ter casos românticos. O novo parceiro está na fase de idealização e só testemunha o "eu ideal"; assim, mais uma vez, o ciclo de abuso narcisista começa. Os narcisistas não assumem a responsabilidade por dificuldades de relacionamento e não apresentam sentimento de remorso. Em vez disso, eles acreditam ser a vítima no relacionamento.